# Benjamin Verraes
Benjamin Verraes (né le 21 février 1987 à Menin) est un coureur cycliste belge. 

## Biographie

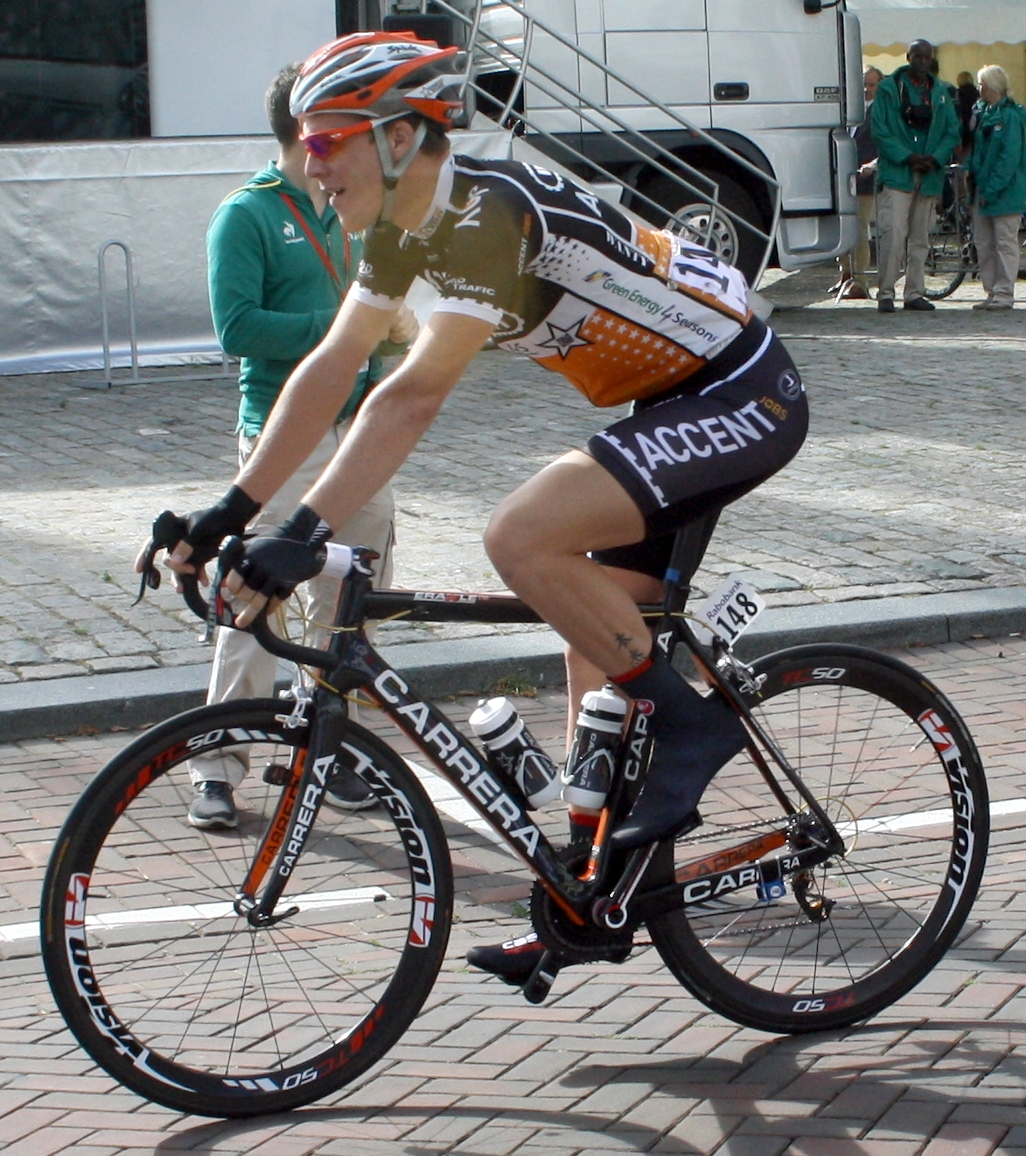
Benjamin Verraes lors de la World Ports Classic 2013.

## Palmarès  et classements mondiaux

### Palmarès par année
- 2008
  - Champion de Flandre-Occidentale sur route espoirs
- 2009
  - 2e du championnat de Flandre-Occidentale du contre-la-montre espoirs
- 2010
  - 2e du Tour du Loir-et-Cher
  - 2e du Tour du Brabant flamand
  - 3e de la Val d'Ille U Classic 35
- 2011
  - Champion de Flandre-Occidentale du contre-la-montre
  - 4e étape du Tour du Brabant flamand
  - Gooikse Pijl
  - 2e de la Course des chats
  - 2e du championnat de Belgique contre-la-montre élites sans contrat
- 2012
  - Vainqueur de la Topcompétition
  - Champion de Flandre-Occidentale du contre-la-montre
  - Tour du Brabant flamand :
    - Classement général
    - 2e étape

  - 2e du Mémorial Philippe Van Coningsloo
  - 2e du championnat de Belgique contre-la-montre élites sans contrat
  - 3e de la Val d'Ille U Classic 35
  - 3e du Grand Prix de la ville de Geel
- 2013
  - 3e de la Gullegem Koerse
- 2014
  -  Champion de Belgique du contre-la-montre élites sans contrat
  - Trofee Maarten Wynants
  - 3e étape du Tour du Brabant flamand
  - 2e du championnat de Flandre-Orientale du contre-la-montre
  - 2e du Grand Prix Etienne De Wilde
  - 3e de la Gullegem Koerse
  - 3e de l'Internatie Reningelst
- 2015
  - Zuidkempense Pijl
  - Championnat du Pays de Waes
  - 2e de la Gullegem Koerse
  - 2e de la Wingene Koers
- 2016
  - Internatie Reningelst
- 2017
  - Champion de Flandre-Orientale du contre-la-montre
  - Mémorial Staf Segers
  - Sinksenkoers Averbode
  - Mémorial Albert Fauville
  - Grand Prix Georges Lassaut
  - Mémorial Danny Verlooy
  - 2e de Gand-Staden
  - 2e du Grand Prix de Wezembeek-Oppem
  - 2e de l'Omloop Van de Gemeente
  - 2e du Grand Prix de Kraainem
- 2018
  -  Champion de Belgique du contre-la-montre élites sans contrat
  - Gand-Staden
  - Circuit du Pays de Waes
  - Wim Hendriks Trofee
  - Lenteprijs
  - Sint-Aldegondisprijs
  - 1re et 4e étapes du Tour du Brabant flamand
  - Heusden Koers
  - 3e du Mémorial Stanny Verlooy
- 2019
  - Grand Prix de la ville de Saint-Nicolas
  - Mémorial Francy Leners
  - 2e du Mémorial Staf Segers
  - 2e du championnat de Flandre-Orientale du contre-la-montre
  - 2e du Grand Prix Juul Marinus
  - 3e du championnat de Belgique du contre-la-montre élites sans contrat
- 2020
  - 3e du championnat de Belgique du contre-la-montre élites sans contrat
  - 3e du championnat de Belgique sur route élites sans contrat

### Classements mondiaux
| Année           | 2010 | 2011 | 2012 | 2013 | 2014 | 2015 | 2016   |
| --------------- | ---- | ---- | ---- | ---- | ---- | ---- | ------ |
| UCI Europe Tour | 226e | 214e | 139e |      |      | 946e | 1 379e |